# M88 (БРЕМ)
M88 (англ. M88 Recovery Vehicle) — гусенична броньована ремонтно-евакуаційна машина виробництва США, створена на базі танків M48 і M60. БРЕМ призначена для виконання ремонтних, відновлювальних та евакуаційних робіт середньої та важкої бронетехніки в польових (бойових) умовах; переважно пошкоджених, уражених, таких, що застрягли або затонули, одиниць броньованої техніки.
M88 уперше була прийнята на озброєння армії США в 1959 році, масові поставки розпочалися з 1961 року. Загалом було поставлено на потребу збройних сил понад 1575 одиниць БРЕМ, у трьох основних модифікаціях.
Машина активно залучалася до виконання завдань з технічної розвідки, ремонту, евакуації тощо в багатьох війнах та збройних конфліктах численними арміями світу.

## Зміст
Розробка броньованої ремонтно-евакуаційної машини на базі танків M48A2 і M60 розпочалася наприкінці 1950-х років. Основною функцією БРЕМ була технічна підтримка танкових підрозділів, оснащених танками цього типу. Машина оснащувалася «А»-подібним тальним механізмом, фронтальним бульдозером і підйомним краном, вантажопідйомністю 22,3 тонни.
Також M88 мав основну лебідку для витягування застряглої бронетехніки вагою до 40,8 тонн і допоміжну лебідку. Машина мала різнорідне оснащення та устаткування для проведення ремонтних робіт, як-то зварювальні та різальні агрегати, а також великий набір інших інструментів для дії в польових умовах.

## Оператори

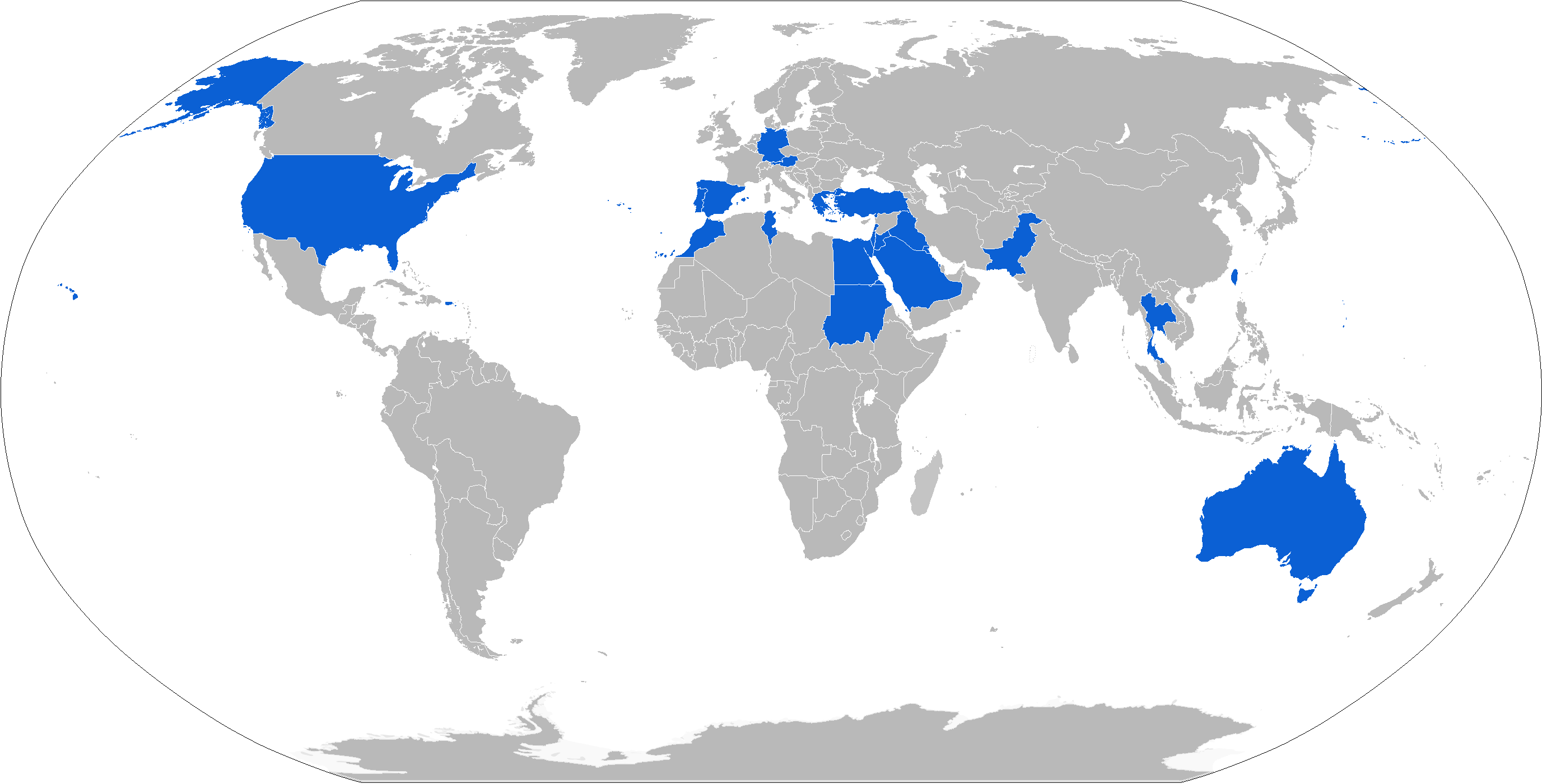
Карта країн-операторів M88 (блакитний колір)

### Поточні оператори
- Австралія: 13 × M88A2 перебуває на службі в Австралійській армії.[1][2]
- Австрія: 35 × M88A1 на службі у Збройних силах Австрії.[1]
- Бахрейн: 4 × M88A1 у Королівській армії Бахрейну.[1]
- Бразилія: 12 x M88A1 — в Бразильській армії[3]
- Єгипет: 221 × M88A1 + 87 × M88A2 — на службі в Єгипетській армії.[1]
- Німеччина: 125 × M88A1 (місцеве позначення Bergepanzer 1) на службі в армії Німеччини.[1]
- Греція: 95 × M88A1 — на службі Грецької армії.[1]
- Ірак: 29× M88A2 — на службі армії Іраку.[1]Другі 8 од. замовлені; постачалися з кінця 2013 до 2014 року.[4]
- Ізраїль: 25 × M88A1 перебуває на службі в Ізраїльській армії.[1]
- Йорданія: 30 × M88A1 на службі в Королівській армії Йорданії.[1]
- Ліван: 35 x M88A1 — в Ліванських збройних силах.[1]
- Кувейт: 14 × M88A2 — на озброєнні Кувейтської армії.[1]
- Марокко: 12 x M88A1 перебуває на службі в Королівській армії Марокко[1]
- Пакистан: 52 × M88A1 — знаходиться на озброєнні Пакистанської армії.[1]
- Португалія: 6 × M88A1 на озброєнні Португальської армії.[1]
- Саудівська Аравія: 78 × M88A1 перебуває на службі в армії Саудівської Аравії.[1]У серпні 2016 року було оголошено про перспективу придбання додаткових 20 одиниць БРЕМ.[5]
- Іспанія: 1 × M88A1 — є на службі в морській піхоті Іспанії.[1]
- Судан: 2 × M88A1 перебуває на озброєнні Збройних сил Судану.[1]
- Республіка Китай (Тайвань): 37 × M88A1 — на службі армії Тайваню.[1]
- Таїланд: 22 × M88A1 + 6 M88A2 — на службі Королівської армії Таїланду.[1]
- Туніс: 6 × M88A1 — знаходиться в Збройних силах Тунісу.[1]
- Туреччина: 33 × M88A1 — є на службі Турецьких збройних силах[6][7]
- США
  - Армія США: загалом 629 од. різного типу.
  - Корпус морської піхоти США: загалом 69 од.

### Колишні
- Партія Ліванських сил (міліція)[8]

### Україна
25 січня 2023 року Президент США Джозеф Байден повідомив про придбання в інтересах України 31 танка M1A2 Abrams (танковий батальйон в українській армії). Закупівля відбуватиметься в межах Ініціативи зі сприяння безпеці України (USAI). Сполучені Штати також подбають про навчання танкових екіпажів, технічного персоналу, будуть передані вісім ремонтно-евакуаційних машин M88 та інше обладнання, необхідне для експлуатації танків. На початку лютого 2023 року M88A2 Hercules була помічена разом із українськими військовими, можливо — на навчаннях.

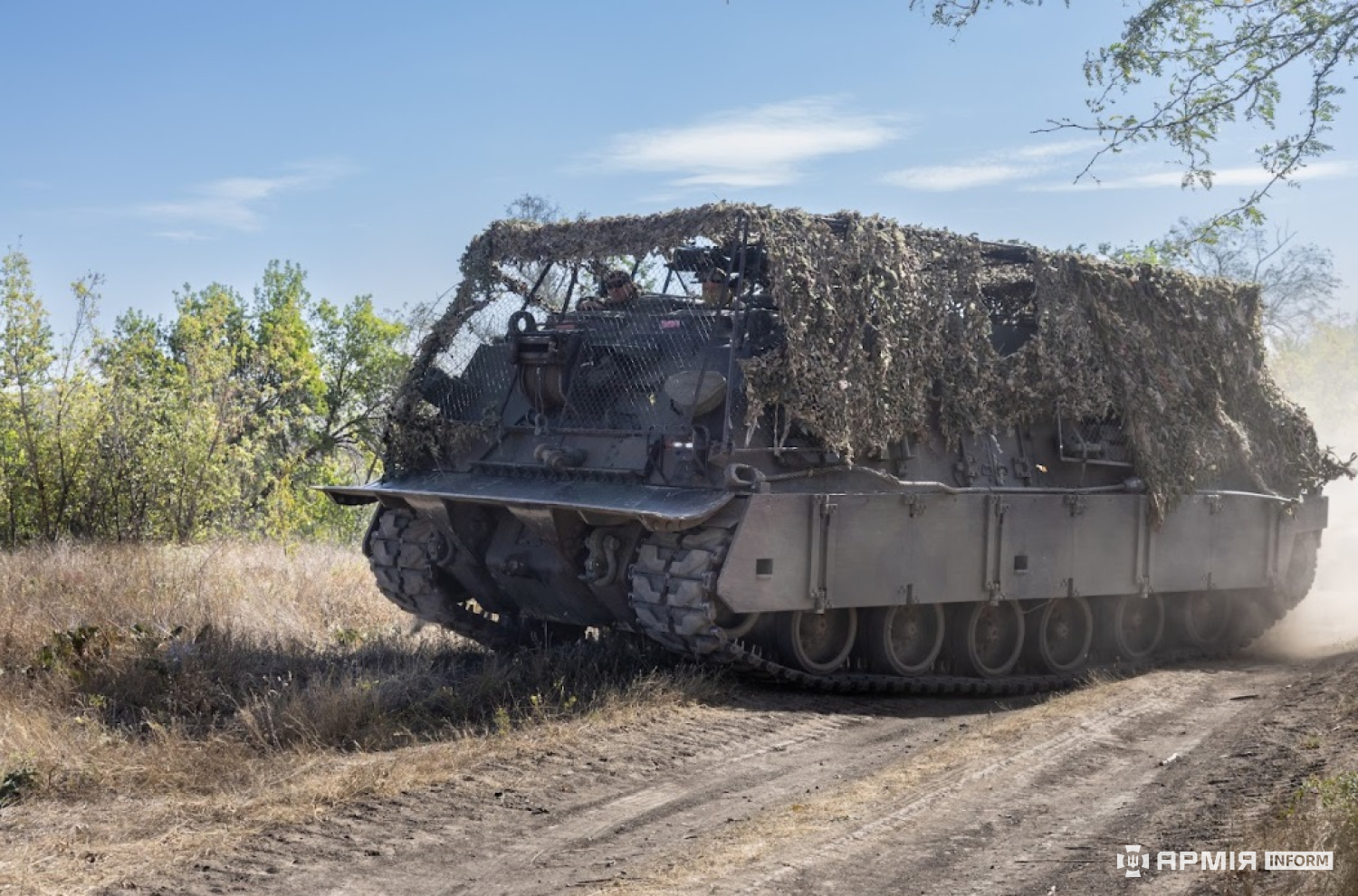
M88 з протидроновою сіткою на українській службі